# Manci d'Èvora
Manci o Manç d'Èvora, en llatí Mancius i en portuguès São Manços és un personatge llegendari que, segons una tradició medieval, fou el primer bisbe d'Èvora i de Lisboa, al segle i. És venerat com a sant per diverses confessions cristianes.

## Llegenda
Segons la versió més coneguda, difosa a partir del segle xvi, havia nascut a Roma i, assabentat del cristianisme, anà a Jerusalem, on pogué conèixer Jesucrist i ésser-ne deixeble. Fins i tot participaria en el Sant Sopar i seria testimoni de la Pentecosta. Es considerava, per tant, un dels Setanta deixebles.
En morir Crist, marxà a evangelitzar i, després de passar per la Gàl·lia, on predicà a Chalons i les regions del sud, continuà cap a terres hispàniques i arribà a la Lusitània. Predicà a l'Alentejo, on convertiria molta gent, i arribà a Èvora, on formaria una comunitat cristiana de la que seria el primer bisbe. Una tradició posterior també el fa arribar a Lisboa i fundar-hi una nova comunitat, essent-ne també el primer bisbe. Cap de les dues tradicions té fonament, i les diòcesis són posteriors, del segle v.
La persecució dels romans acabaria amb la comunitat. Ell empresonat, es negà a sacrificar als déus pagans i fou executat, morint com a màrtir prop d'Èvora, al lloc anomenat en honor seu São Manços.

### Tradició del Manci del segle V
Una llegenda diferent, situa Manci al segle vi. Nascut a Roma, era un esclau cristià. Venut a uns amos jueus, anà amb ells a Èvora i hi fou mort per causa de la seva religió.

## Veneració
La primera referència escrita a aquest personatge es troba en 1195, i el seu culte es difon al final del segle xiii, possiblement arran de l'arribada de les seves presumptes relíquies a Castella. Probablement, l'església on eren aquestes relíquies tingué interès a difondre'n el culte i es creà la llegenda del sant, buscant uns orígens el més antics possible.
Les relíquies, segons la mateixa tradició, eren a l'església de São Manços, però per salvar-les dels invasors musulmans, en 714 foren portades al nord, a Astúries com d'altres cossos sants. En 1070, també segons una tradició que no es pot assegurar del cert, el cavaller Gutierre Téllez de Meneses tingué un somni on Sant Manci li deia que portés el seu cos a Castella. Arribà així al que és avui Villanueva de San Mancio (província de Valladolid, prop de Medina de Rioseco); les autoritats no li deixaren entrar al poble amb les restes, per la qual cosa el cavaller fundà als afores un monestir, amb el suport dels monjos benedictins de Sahagún, on deixà les relíquies.
Al voltant del monestir cresqué un nou poble, la villa nueva que conformà la població actual. L'església actual, hereva de l'antic monestir desaparegut, guarda les relíquies del sant, juntament amb el proper monestir de San Juan de Sahagún, on n'hi ha el crani.
Al santoral d'Èvora se celebra el 15 de maig; al Martirologi romà i a Villanueva, la festa és el 21 de maig.